# Ревай Федір
Ревай Федір Іванович (* 1890, с. Мирча, Унґський комітат, Угорське королівство — † 1945, Єнакієве, Сталінська область) — український громадський, політичний і освітній діяч Закарпаття, видавець і публіцист, заступник голови Сойму Карпатської України, лідер Українського Національного Об'єднання.

## Життєпис

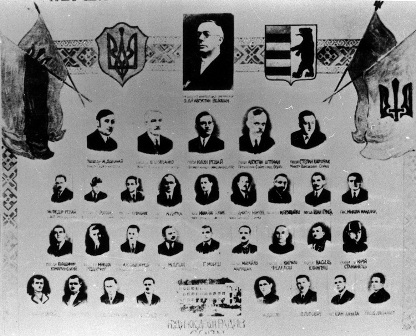
Посли Сойму Карпатської України.
По центру: Президент Карпатської України о. Августин Волошин; Перший ряд зліва направо: Микола Долинай, Юлій Бращайко, Юліян Ревай, Августин Штефан, Степан Клочурак; Другий ряд: Федір Ревай, Степан Росоха, Леонід Романюк, Августин Дутка, Михайло Тулик, Дмитро Німчук, Михайло Бращайко, Іван Грига, Микола Мандзюк; Третій ряд: Володимир Комаринський, Микола Різдорфер, Антон Ернест Олдофреді, Мілош Дрбал, Григорій Мойш, Михайло Марущак, Кирило Феделеш, Василь Климпуш, о. Юрій Станинець; Четвертий ряд: Василь Щобей, Іван Ігнатко, Юрій Пазуханич, Іван Перевузник, Адальберт Довбак, Петро Попович, Іван Качала, Василь Лацанич

Посли Сойму Карпатської України. Зліва направо, зверху вниз: Юліян Ревай, Августин Волошин, Степан Клочурак, Леонід Романюк, Федір Ревай, Августин Штефан, Степан Росоха, Августин Дутка, Юлій Бращайко, Микола Долинай,
Василь Щобей, Володимир Комаринський, Михайло Бращайко, Петро Попович, Василь Климпуш

Народився у селі Мирча сучасного Великоберезнянського району Закарпатської області в родині вчителів. Навчався у сільській народній школі, але отримати фахову і вищу освіту йому не вдалося. Ще в юнацьком віці прилучився до політичного життя. За часів Австро-Угорщини із 1907 до 1911 року був членом угорської соціал-демократичної робітничої партії. Проходив дійсну службу в рядах австро-угорської армії, після закінчення якої позбувся членства у вищезазначеній партії.
Після приєднання Закарпаття до Чехословаччини вступив до чехословацької соціал-демократичної партії. Протягом 1929-1930 обирався членом президії крайової організації даної партії й одночасно депутатом земського представництва від неї. Виконував обов'язки заступника голови «Крайового Союзу руських народно-просвітних товариств на Підкарпатській Русі», до якого ввійшли 12 закарпатських організацій.
У 1936 році його виключили із соціал-демократичної партії за «націоналістичний ухил», оскільки наполягав на тому, щоб до крайового земського представництва обрали не чеха за національністю, а українця. Таку позицію Ревая кваліфікували як «порушення партійної дисципліни».
На відміну від проукраїнських політиків старшого покоління, Федір Ревай вирізнявся радикалізмом, проте це не вплинуло на високий авторитет серед однодумців більш поміркованого Августина Волошина. Громадський діяч брав активну участь у діяльності «Просвіти» (1920—1939 роки) як член управи, Центральної Руської (Української) Народної Ради. Став учасником ряду з'їздів: делегатом II з'їзду української молоді в Мукачеві (1934), Всепросвітянського з'їзду в Ужгороді (1937), Великих зборів Української Народної Ради (16 жовтня 1938 року).
Під час існування автономної Карпатської України з 14 вересня 1938 до 25 січня 1939 працював редактором газети «Нова свобода». Після утворення партії «Українське національне об'єднання» 24 січня 1939 очолив її центральний провід. 12 лютого обраний послом до Сойму Карпатської України. На засіданні регіонального парламенту став заступником голови Сойму і членом однієї з комісій.
Після угорської окупації ув'язнений у Тячівській тюрмі, згодом у таборі в селі Крива, потім у Вар'юлопоші біля Ніредьгази. 
Після звільнення жив і працював у Хусті, політикою не займався, проте намагався через угорських націоналістів добитися автономних прав для Закарпаття (1939—1941). 
Після заняття Закарпаття радянською армією у 1944 заарештований агентами «Смерш». Після допиту Федора Ревая засудили і відправили до радянської в'язниці в місті Єнакієве, де він і помер у 1945 році.